# Улица Юхкентали
У́лица Ю́хкентали (эст. Juhkentali tänav) — улица в Таллине, столице Эстонии.

## География
Пролегает в микрорайонах Веэренни, Кельдримяэ и Юхкентали городского района Кесклинн. Начинается от  улицы Лийвалайа, пересекается с улицами Херне, Стаадиони, Вана-Лийвамяэ, Лийвамяэ, Келдримяэ, Пюссироху, проходит через перекрёсток улиц Одра и Фильтри и заканчивается на круговом перекрёстке с улицей Мазина.
Протяжённость — 1117 м.

## История
Названия улицы в письменных источниках разных лет:
- 1885 год — эст. Suur-Juhkendali tänav;

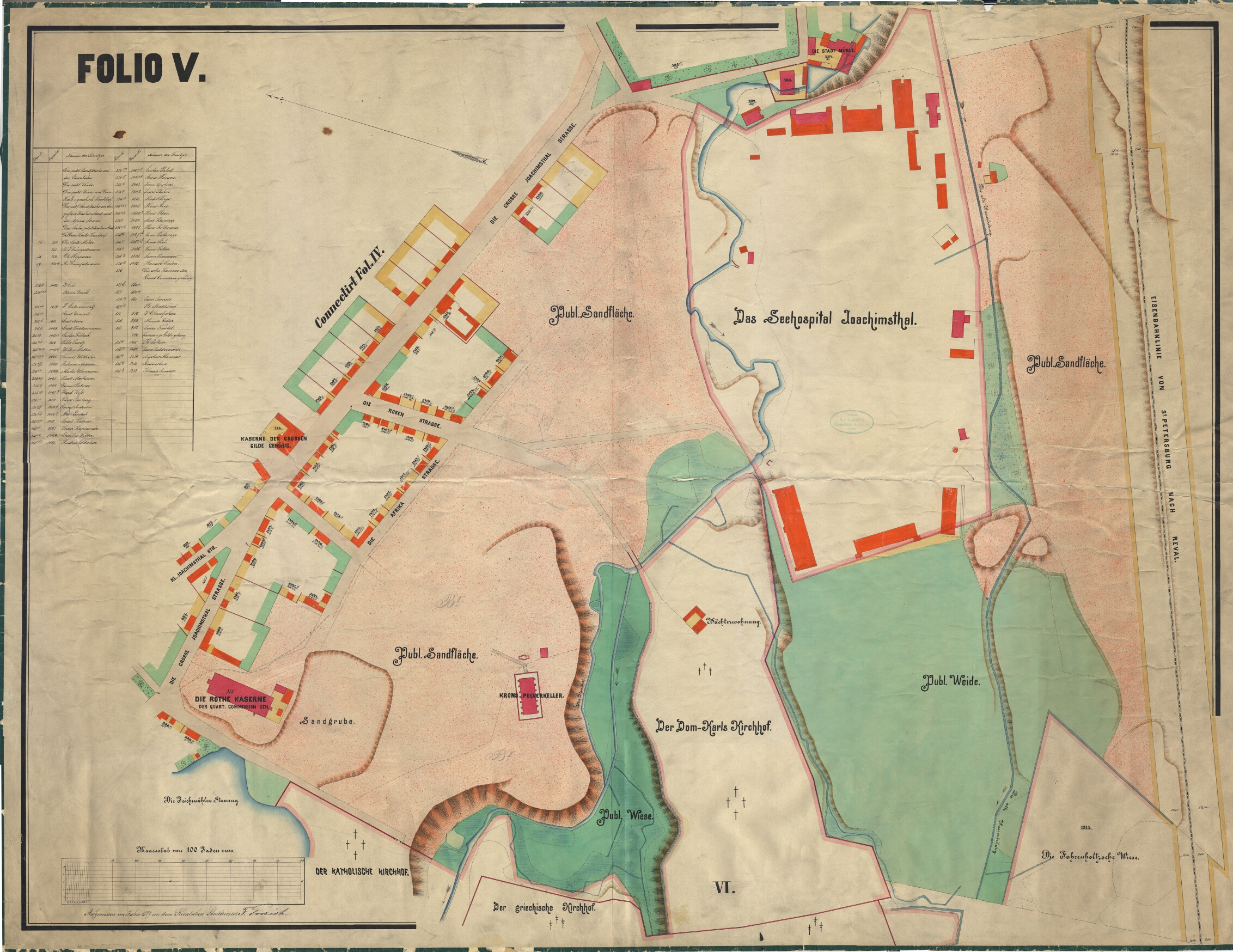
Большая Иоахимстальская улица (Die Grosse Joachimsthal Strasse) на карте 1879 года

- 1907 год, 1916 год — Большая Иоахимстальская улица (по названию располагавшейся здесь в начале XVIII века летней мызы Иоахимсталь (нем. Joachimsthal))[5], нем. Große Joachimstaler Straße;
- 1908 год, 1921 год — эст. Suur-Juhkentali tänav.

22 января 1936 года городские власти приняли решение об объединении улиц Лийвалайа и Суур-Юхкентали, дав новой улице название Лийвалайа (эст. Liivalaia tänav). Постановлением Таллинского горсобрания от 3 августа 1990 года улица была опять отделена и получила название улица Юхкентали.
Во время археологических раскопок возле спортхолла «Калев» весной 2021 года была обнаружена часовня-усыпальница Йозефа Багриновского (Josef Bahrynowsky), поляка по происхождению, придворного советника российского императора, и его супруги Антонины. Часовня была построена во второй половине XIX века. Когда-то в этом районе находилось католическое кладбище. Каменная часовня со сводами имела длину 20 метров и ширину более 10 метров; под нею находился склеп, снесенный в 1950-х годах, как и всё кладбище. На кладбище похоронено более 600 человек; первые захоронения были произведены в 1803 году.

## Застройка
Улица имеет как историческую, так и современную застройку:
- дом 2 (Juhkentali tn 2 / Liivalaia tn 32) — 5-этажный угловой квартирный дом, построенный в 1960 году; площадь земельного участка под зданием составляет 1595 м2;
- дом 6 — шестиэтажный квартирный дом, построен в 1972 году;
- дом 8 — восьмиэтажный офисно-жилой дом, построен в 2001 году;
- дом 11 — здание водяной мельницы, располагавшейся на реке Хярьяпеа. Первые сведения о мельнице на этом месте относятся к XIII веку, когда она принадлежала женскому монастырю Святого Микаэля. В 1887 году мельница прекратила свою деятельность, и здание стало использоваться бумажной фабрикой как склад. Многократно восстанавливалось и перестраивалось; в подвале сохранилось помещение с цилиндрическим сводом[9];
- дом 12 — спортхолл «Калев»[эст.], построен в 1962 году. Модернистское здание является примечательным образцом творчества архитекторов Уно Тёлпуса[эст.], Пеэтера Тарваса и Ольги Кончаевой. Внесено в Государственный регистр памятников культуры Эстонии как памятник архитектуры[10]. В январе 2009 года было принято решение создать перед зданием спортхолла Парк спортивных знаменитостей, где будут установлены памятные знаки лучшим спортсменам Эстонии[11]. Первый знак был установлен 10 марта 2009 года в честь Кристьяна Палусалу;
- дом 18 — двухэтажное здание, построенное в 1897 году. Это была т. н. Красная казарма (нем. Die Rothe kasarne) Российской императорской армии, в годы Первой Эстонской Республики — Нагорная казарма (эст. Mäekasarm), в советское время — профтехучилище № 15;
- дом 21 — хозяйственно-коммерческое бюро посольства КНР в Таллине;
- дом 28 — шестиэтажное здание гостиницы с подземным этажом для парковки, построено в 2019 году;
- дома 29, 31/1 и 31/2 — двухэтажные жилые дома, построены в 1940 году;
- дом 30 — шестиэтажный квартирный дом, построенный в 1968 году; архитектор Удо Иваск[эст.];
- дом 32 — пятиэтажный квартирный дом, построен в 1947 году;
- дом 46 — регистрационный номер носят два здания: пятиэтажный жилой дом с коммерческими площадями (в настоящее время — хостел «Tallinn»), построенный в 1950 году, и расположенный рядом трёхэтажный квартирный дом, построенный в 1940 году;
- дом 58 — историческое главное здание Центрального госпиталя Сил обороны Эстонии, строительство которого было завершено в 1925 году, в советское время — Центральный военный госпиталь. В 1999 году внесено в Государственный регистр памятников культуры Эстонии. Богато оформленное здание — яркий образец творчества архитектора А. И. Владовского. После выхода Эстонии из состава СССР здание стояло пустым; после капитальной реставрации, осуществлённой в 2000–2001 годах, было передано в пользование Главного штаба Сил обороны Эстонии[12]; 
  - жилой дом врачей Военного госпиталя Юхкентали, построен в 1772  году, памятник культуры. Простое одноэтажное бревенчатое здание без подвала. Входило в ансамбль зданий военного госпиталя, основанного в 1715 году на территории мызы Иоахимсталь[5];
  - парк и система прудов Военного госпиталя, памятник культуры. Парк с очень разнообразным рельефом, ухоженный. Согласно дендрологической инвентаризации, проведённой в 2001 году, в парке, вероятно, есть несколько деревьев, которые датируются XVIII веком, а система сохранившихся до наших дней прудов обозначена на картах начала XIX века. Бо́льшая часть насаждений относится, вероятно, к XIX веку: липовая аллея, тополя и др. Остальная часть ландшафтного дизайна, расположенная хаотично, относится к 1970—1980-м годам. Всего на территории парка выявлено 37 таксонов растений (2 вида хвойных деревьев, 25 видов лиственных деревьев и 10 видов кустарников) — то есть это довольно богатый видами парк[13].

В 2021 году на перекрёстке улиц Юхкентали и Лийвалайа началось строительство делового и жилого квартала «Артер» (Arter kvartal), состоящего из трёх зданий c кафе, ресторанами, конференц-залами, спортклубом, бассейном для работников расположенных в квартале предприятий, мини-спа и подземной парковкой: 9-этажное жилое здание, 15-этажное офисное здание и 28-этажное офисное здание, самое высокое офисное здание Эстонии. Строительные работы стоимостью 100 миллионов евро планируется завершить к августу 2024 года.

## Учреждения и предприятия
- Juhkentali tn 12 — спортхолл «Kalev»;
- Juhkentali tn 18 — Международная школа Эстонии (International School of Estonia)[16];
- Juhkentali tn 25 — детский сад Лийвамяэ (эст. Liivamäe Lasteaed)[17];
- Juhkentali tn 28 — 3-звёздочный отель «Ibis Tallinn Center»[18];
- Juhkentali tn 35 — магазин торговой сети «Rimi»[19];
- Juhkentali tn 36 — здание Юхкентали Таллинской Кесклиннаской Русской гимназии[20];
- Juhkentali tn 36 — Главный штаб Сил обороны Эстонии.

## Общественный транспорт
По улице курсируют городские автобусы маршрутов № 23, 47, 54 и 67.

Улица Юхкентали
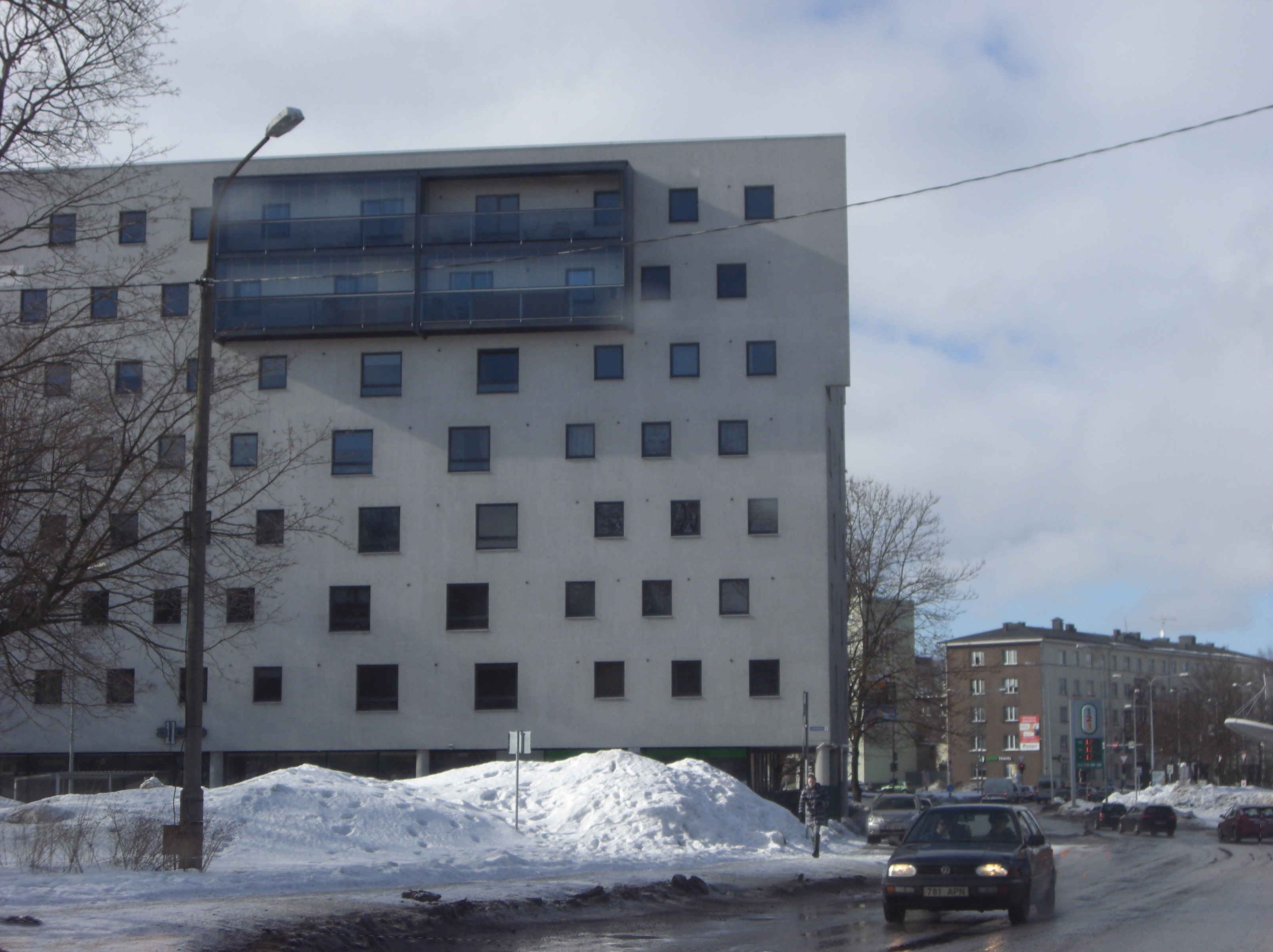
Дом 8
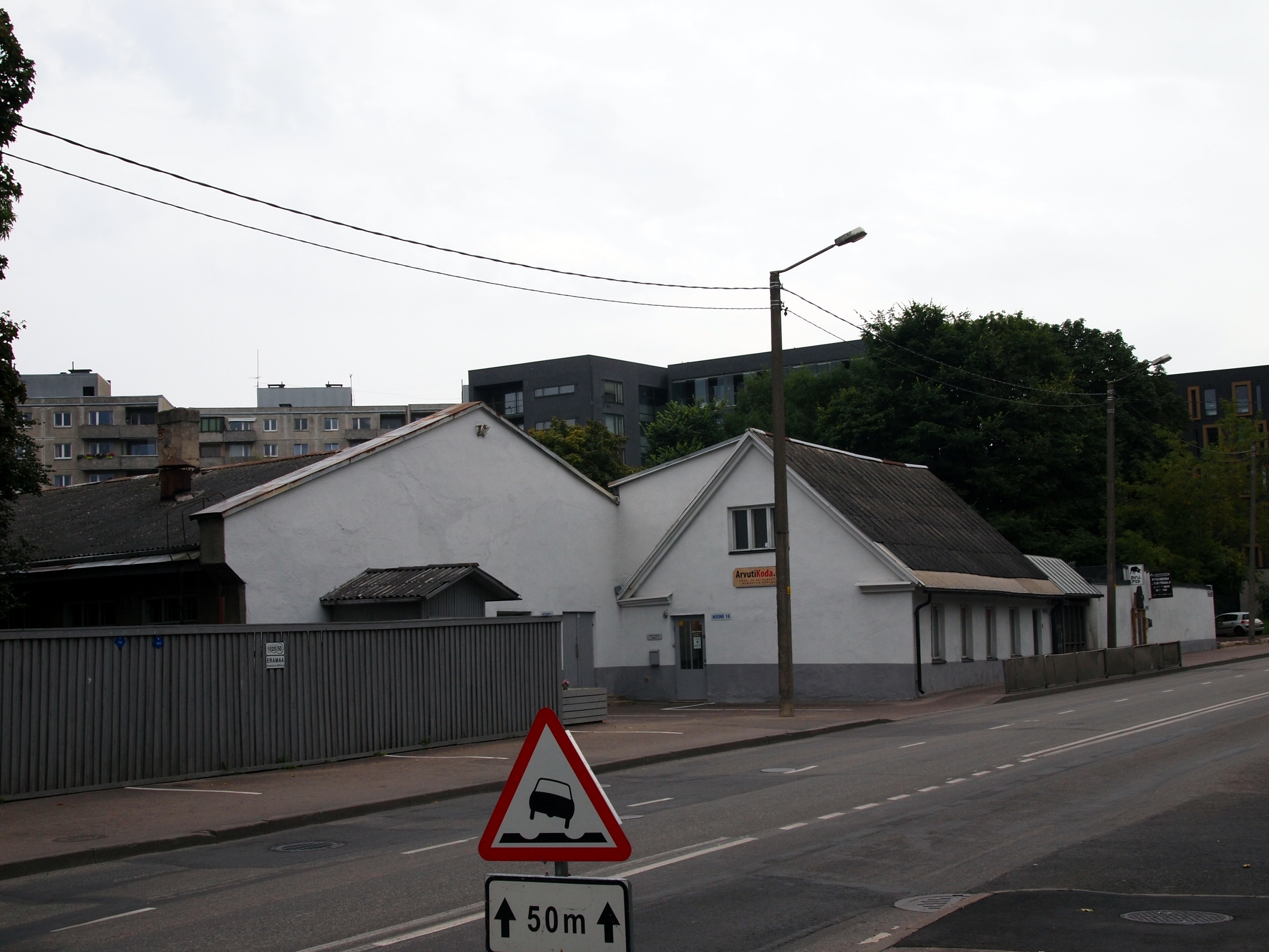
Дом 11, памятник архитектуры
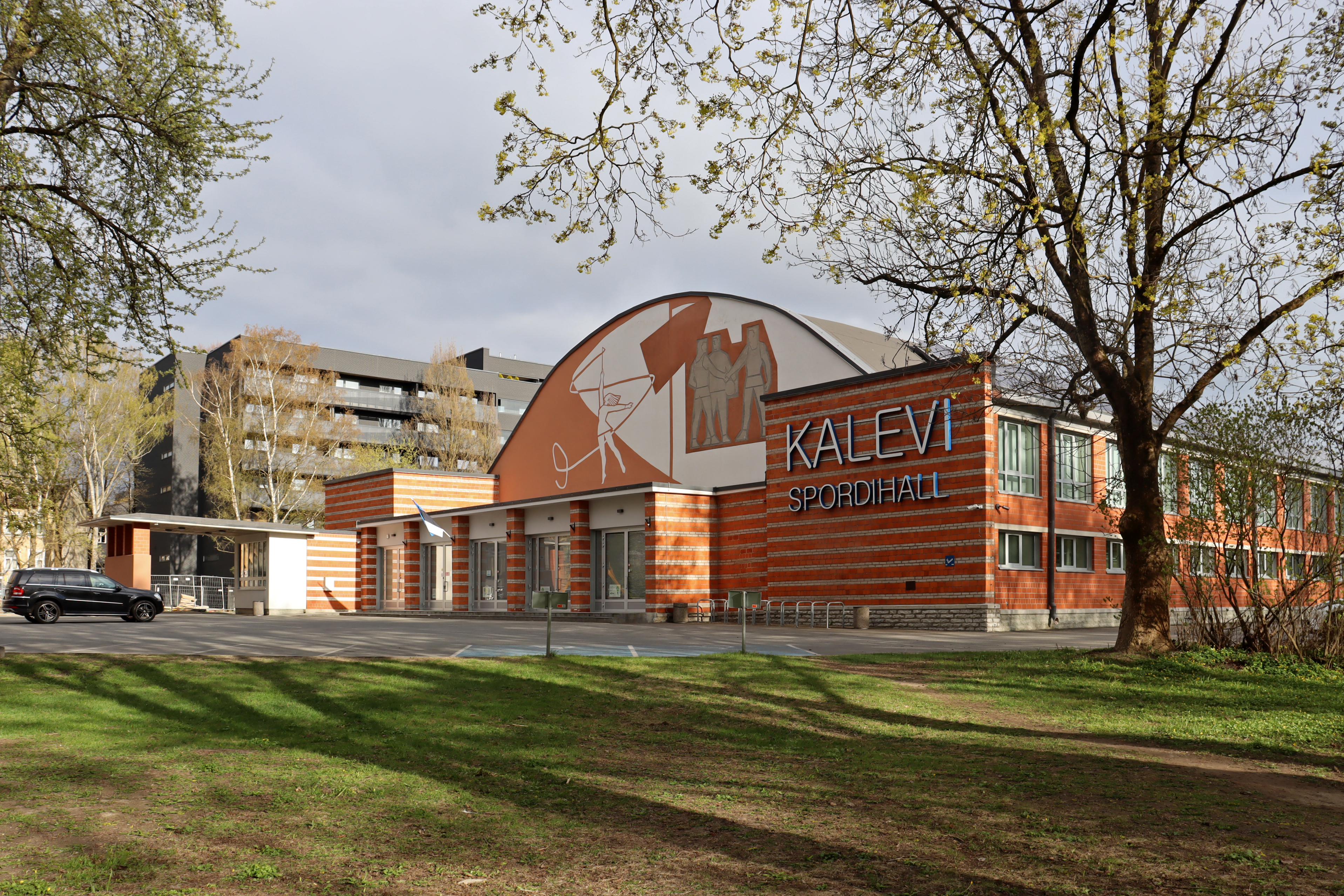
Дом 12, спортхолл «Калев», памятник архитектуры
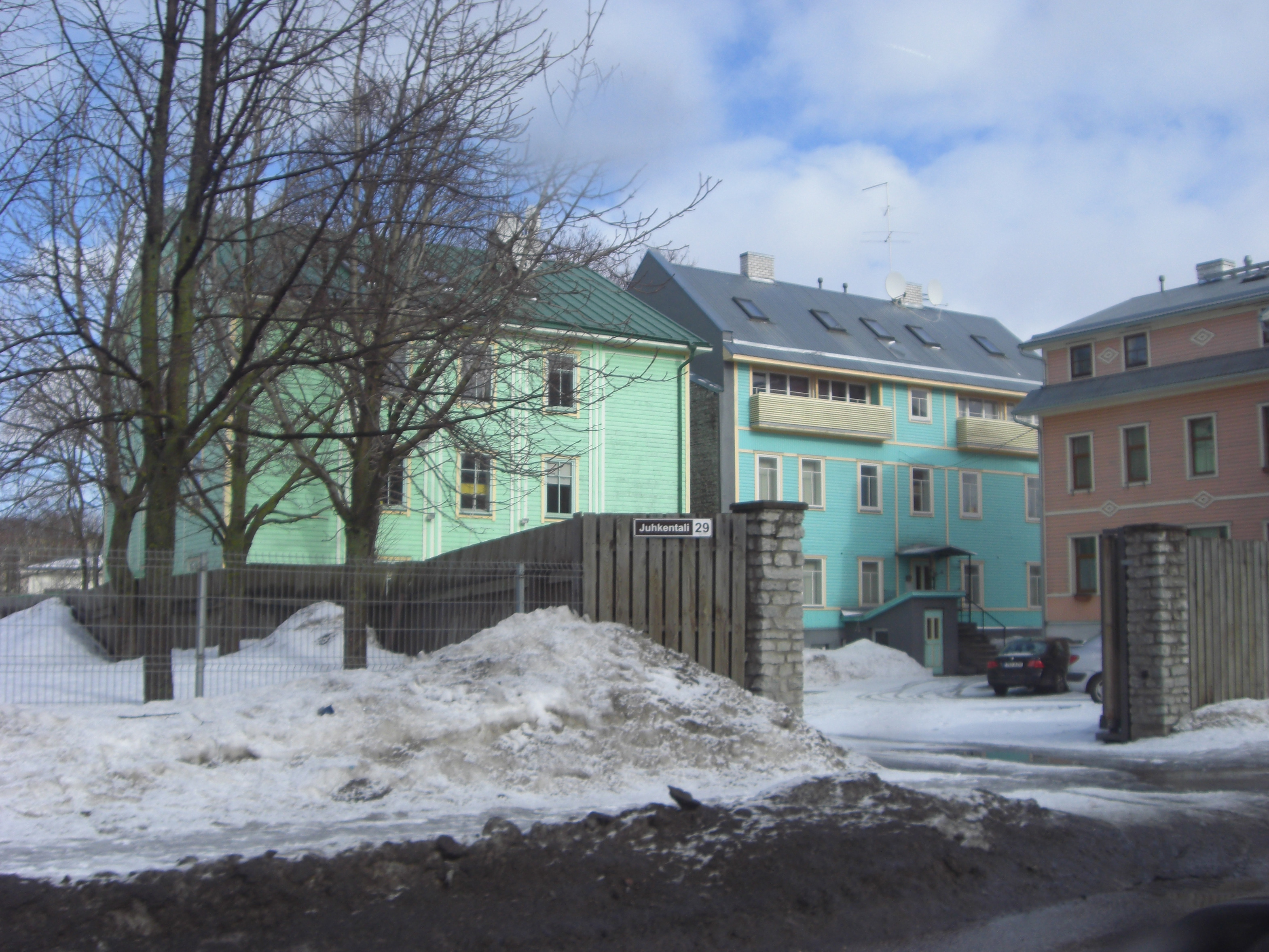
Дома 29, 31/1 и 31/2
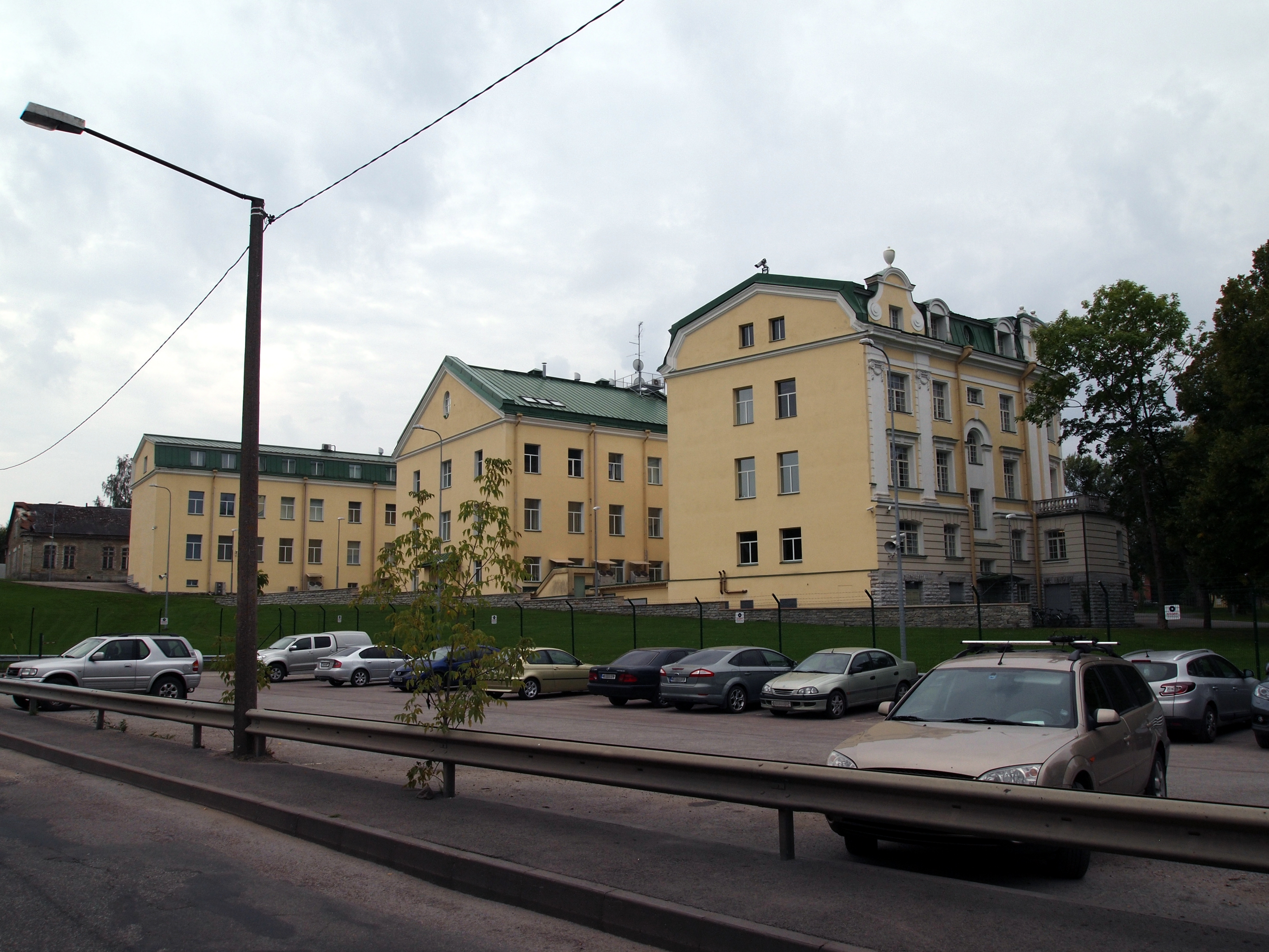
Дом 58, памятник архитектуры